# Marax
Marax, u demonologiji, dvadeset i prvi duh Goecije koji zapovijeda nad trideset legija. Neki ga izvori spominju kao Foraija, velikog vojvodu i jednog od predsjednika pakla.
Ima izgled bika s licem čovjeka. Podučava astronomiju i liberalne znanosti. Potpomaže dobre obitelji i uči o ljekovitim moćima biljaka i dragog kamenja.